# Sapigneul
Sapigneul war ein kleines Dorf nördlich von Reims im Departement Marne. Die bäuerliche Siedlung entstand aus der mittelalterlichen Wasserburg von Berry-au-Bac.
Kurz vor dem Ersten Weltkrieg hatte sie 91 Einwohner. Im Ersten Weltkrieg wurde Sapigneul während der Schlacht an der Aisne total zerstört. Das Gelände der „ville detruit“ Sapigneul liegt in der Zone rouge. Es gehört heute zur Gemeinde Cormicy.
Östlich von Sapigneul liegen die Höhe 108 und die Höhe 91. Beide wurden im Ersten Weltkrieg von den Deutschen nach dem Rückzug von der Marne ab Ende September 1914 als strategisch wichtige Punkte gehalten. Der Ort Sapigneul lag im französischen Frontbereich, die Höhen im deutschen Frontbereich. Weil dieser Abschnitt als wichtig galt, wurde der Ort Sapigneul in einigen deutschen militärischen Unterlagen des Ersten Weltkriegs erwähnt.
Am 4. April 1917 griffen die Deutschen zwischen Sapigneul und Le Godat die Franzosen an. Sie machten über 800 Gefangene. Unter den erbeuteten Schriftstücken war ein französischer Befehl, der Einzelheiten des Angriffsauftrages für das französische VII. Korps und seine Nachbarn für die anstehende Schlacht an der Aisne enthielt.
Die Verluste beider Seiten an Toten und Verwundeten waren bei dem Angriff am 4. April und den französischen Gegenangriffen bis zum 12. April hoch und betrugen insgesamt etwa 1400 Soldaten.